# Reem Al Numery
Reem Al Numery (Iemen, 1996) és una activista de drets dels infants al Iemen. És coneguda per haver rebutjat un matrimoni infantil. El març de 2009 la seva tasca va ser reconeguda per la llavors secretària d'Estat dels Estats Units Hillary Clinton amb el Premi Internacional Dona Coratge. La revista Time Magazine la va llistar entre els 100 persones més influents del món.
Amb 12 anys, en finalitzar l'escola, va ser forçada a casar-se amb el seu cosí de 30 anys. El va rebutjar, i va ser lligada i forçada pel seu propi pare a anar a la cerimònia. El seu marit va violar-la per consumar el matrimoni.
Després de dos intents de suïcidi, el cas va rebre l'atenció dels mitjans internacionals, i finalment un jutge iemení li va concedir el divorci. Des de llavors, viu amb la seva mare.